# Orchestre philharmonique de Turku
L'Orchestre philharmonique de Turku (en finnois : Turun filharmoninen orkesteri) est le plus ancien orchestre encore en activité de Finlande.

## Historique
L'orchestre est fondé en 1790 sous le nom de Turun Soitannollinen Seura (Société musicale de Turku). 
On peut alors y entendre de la musique de Haydn et de Beethoven. 
Jean Sibelius y a dirigé 18 concerts exécutant ses propres compositions.
En 1927, la ville de Turku devient propriétaire de l'orchestre avec Tauno Hannikainen comme premier chef d'orchestre. 
Depuis 2012, l'orchestre est dirigé par Leif Segerstam.
Depuis 1952, l'orchestre est basé au Palais des concerts de Turku .
En 2013, il rassemble 74 musiciens.

## Principaux chefs d'orchestre
- Tauno Hannikainen (1927-1928)
- Toivo Haapanen (1928-1929)
- Tauno Hannikainen (1929-1939)
- Eero Selin (1940-1941)
- Ole Edgren (1941-1962)
- Jorma Panula (1963-1965)
- Paavo Rautio (1965-1974)
- Pertti Pekkanen (1974-1986)
- Igor Bezrodnyi (1986-1990)
- Jacques Mercier (1990-1995)
- Hannu Lintu (1998-2001)
- Tibor Bogányi (2003-2006)
- Petri Sakari (2007-2011)
- Leif Segerstam (2012–)